# Aconitum columbianum
Aconitum columbianum es una especie de planta de flores perteneciente a la familia Ranunculaceae, se la conoce pupularmente en su lugar de origen como  Columbian monkshood o western monkshood. Es nativa del oeste de Norteamérica donde crece en áreas húmedas.

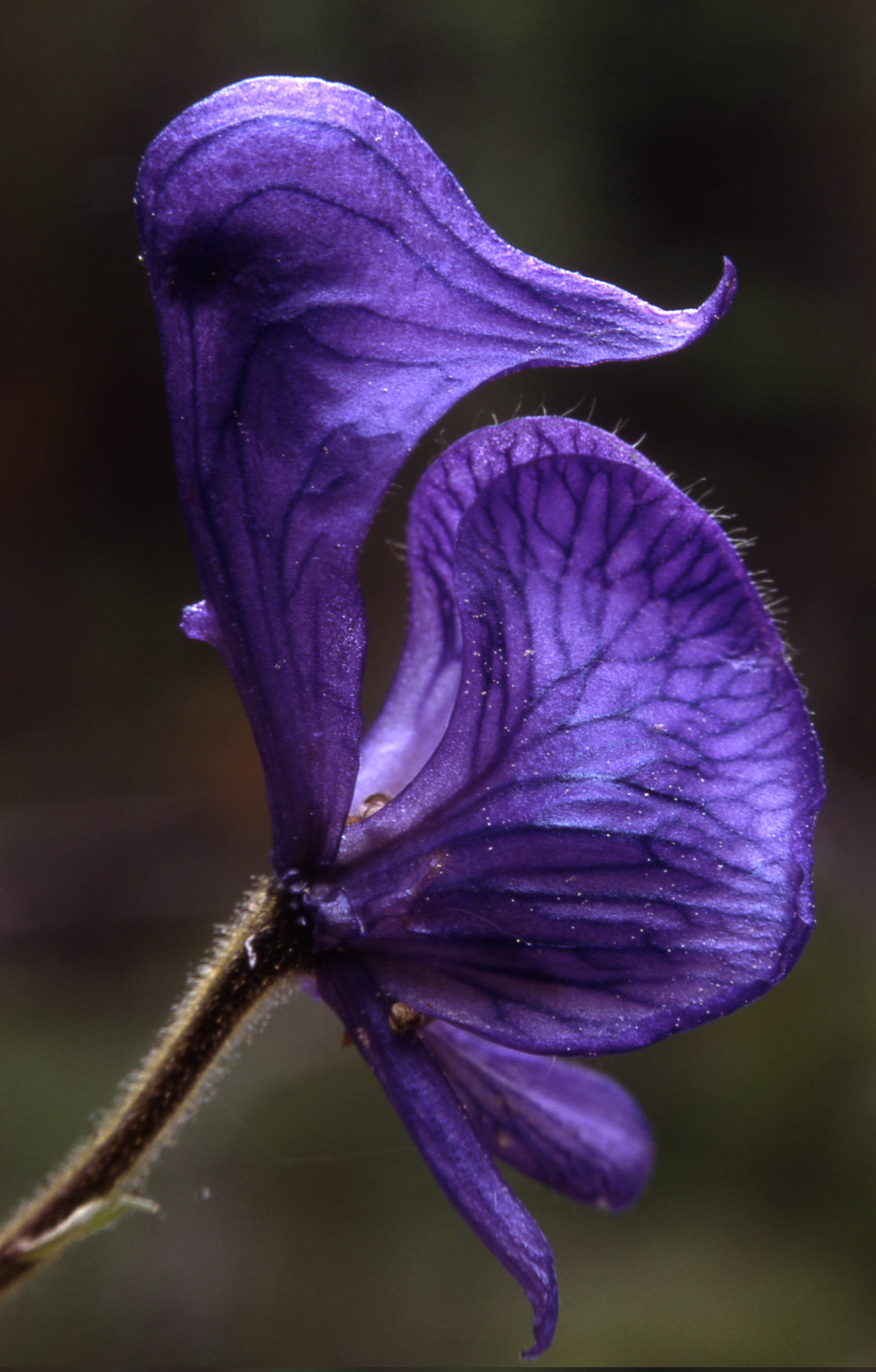
Detalle de la flor

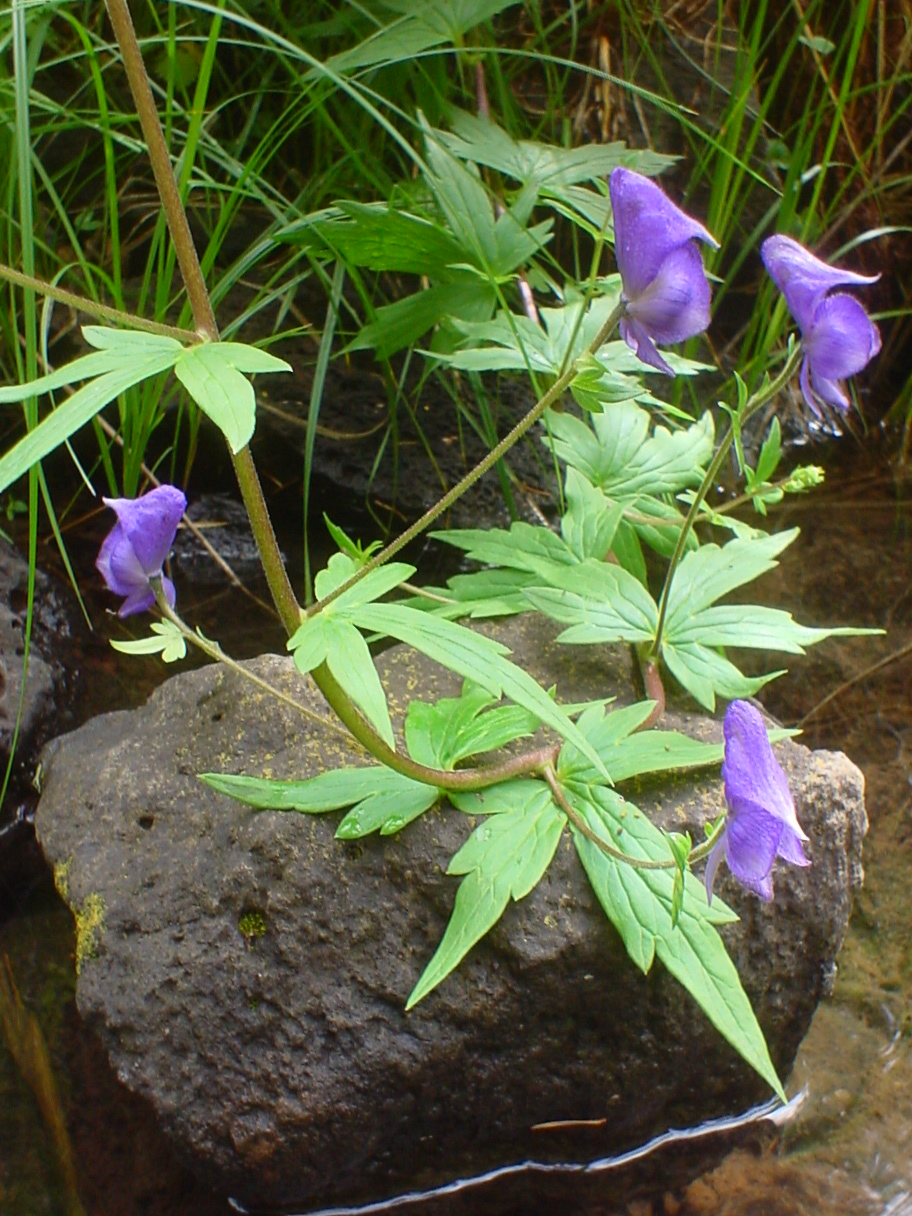
Vista de la planta

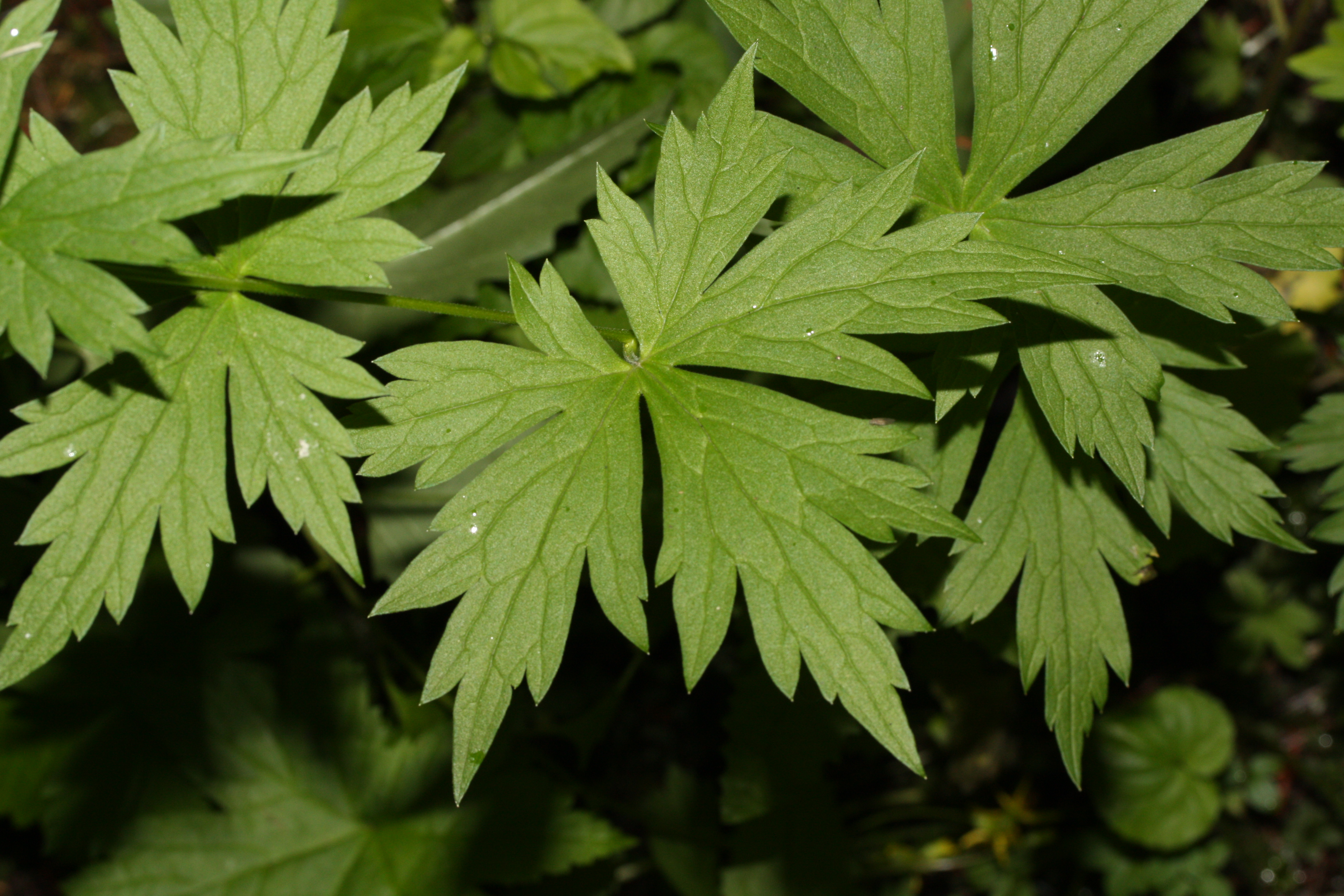
Hojas

## Descripción
Es una planta perenne con las hojas lobuladas o dentadas con largos tallos y flores muy espaciadas de color azul o púrpura, aunque también pueden ser blancas o amarillentas. Es venenosa.

## Taxonomía
Aconitum columbianum, fue descrita  por Thomas Nuttall y publicado en A Flora of North America: containing . . . 1(1): 34, en el año 1838.
Etimología
Aconitum: nombre genérico que deriva del griego antiguo akòniton (= "planta venenosa"). De hecho, la planta es conocida por su alta toxicidad desde la antigüedad homérica. Este nombre probablemente indicaba una planta venenosa endémica cuyo hábitat era común entre las rocas escarpadas en algunas zonas de Grecia. Hay dos raíces que se atribuyen a su nombre:  akone (= "piedra"), en referencia a su hábitat; y koné (= "matar"), obviamente haciendo referencia a su toxicidad. También fue utilizado como un símbolo negativo (maldición o venganza) en la mitología de los pueblos mediterráneos. Según otras fuentes ( Plinio el Viejo) el nombre Aconitum se deriva de un antiguo puerto en el Mar Negro, llamado "Aconis". El nombre científico actualmente aceptado ( Aconitum ) fue propuesto por Carl von Linne (1707-1778), biólogo y escritor sueco, considerado el padre de la moderna clasificación científica de los organismos vivos, en la publicación de Species Plantarum de 1753.
columbianum: epíteto geográfico que alude a su localización en Columbia.
Sinonimia
| - Aconitum bakeri Greene - Aconitum delphinifolium var. ramosum (A.Nelson) K.C.Davis - Aconitum geranioides Greene - Aconitum glaberrimum Rydb. - Aconitum leibergii Greene - Aconitum lutescens A.Nelson - Aconitum macilentum Greene - Aconitum mogollonicum Greene - Aconitum nivatum A.Nelson - Aconitum obtusiflorum Greene - Aconitum oregonsense Raf. - Aconitum patens Rydb. - Aconitum platysepalum Greene - Aconitum porrectum Rydb. - Aconitum ramosum A.Nelson - Aconitum robertianum Greene - Aconitum subcaesium Greene - Aconitum tricorne Greene - Aconitum vestitum Greene var. columbianum - Aconitum ochroleucum (A. Nelson) Rydb. var. howellii (A.Nelson & J.F.Macbr.) C.L.Hitchc. - Aconitum bulbiferum Howell - Aconitum hansenii Greene - Aconitum howellii A.Nelson & J.F.Macbr. - Aconitum viviparum Greene |